# بومرنغ (شبكة تلفزيونية)
بوميرانغ هي شبكة تلفزيون أمريكية عبر الكابل وخدمة بث مملوكة لقسم الأطفال والشباب والكلاسيكيات تابعة لوارنر براذرز، وهي شركة تابعة لشركة وارنر ميديا التابعة لشركة AT&T.
ظهرت بوميرانغ لأول مرة كفقرة على كرتون نتورك التي تم تقديمها في عام 1992، مع التركيز على الرسوم الكاريكاتورية الكلاسيكية من مكتبة وارنر براذرز (بما في ذلك وارنر براذرز كارتونز وهانا-باربيرا، من بين العديد من المنتجات الأخرى)، وتطورت في النهاية إلى قناة منفصلة خاصة بها مخصصة لمثل هذا المحتوى في عام 2000. منذ تغيير علامتها التجارية في عام 2015 (والذي كان يهدف إلى الترويج لـبوميرانغ كعلامة تجارية «رائدة ثانية» جنبًا إلى جنب مع كرتون نتورك)، بدأت بوميرانغ في بث البرامج الأصلية، مع التركيز بشكل أساسي على إعادة تشغيل الامتيازات القديمة الشهيرة مثل لوني تونز و سكوبي دو . انجراف الشبكة نحو المحتوى الحديث شهد أيضًا إعادة تشغيل سلسلة كرتون نتورك الحالية أو الحديثة. في عام 2017، أطلقت بوميرانغ خدمة اشتراك فائقة تركز على الرسوم المتحركة الكلاسيكية.
اعتبارًا من سبتمبر 2018، تتوفر بوميرانغ لما يقرب من 38.312 مليون منزل تلفزيوني مدفوع في الولايات المتحدة. [1]

## تاريخ
أنشأ نظام ترنر للبث كتالوجًا شاملاً من الرسوم المتحركة MGM وأوائل وارنر براذرز في الثمانينيات. شكلت هذه البرامج الكثير من برامج الأطفال المكثفة على TBS وTNT ، والتي تم التخلص منها تدريجياً بعد إنشاء كرتون نتورك التي تركز على الأطفال في 1 أكتوبر 1992.
تم إنشاء بوميرانغ كمنزل جديد لهذه الرسوم الكاريكاتورية المماثلة. نشأت ككتلة برمجة على كرتون نتورك التي ظهرت لأول مرة في 8 ديسمبر 1992. تم بثها في الأصل لمدة أربع ساعات في نهاية كل أسبوع، لكن وقت بدء الكتلة تغير بشكل متكرر. انتقلت كتلة يوم السبت إلى بعد ظهر يوم السبت، ثم عادت إلى الصباح الباكر، وانتقلت كتلة الأحد إلى أمسيات الأحد. في النهاية، تم تقصير بوميرانغ بساعة، مما أدى إلى تقليصها من أربع ساعات إلى ثلاث ساعات في نهاية كل أسبوع.
مع قيام كرتون نتورك بتقليل أهمية برمجتها الأرشيفية لصالح سلسلة أصلية أحدث، قدمت تيرنر قناة كبل بوميرانغ قائمة بذاتها في 1 أبريل 2000. [2] استمرت مجموعة كرتون نتورك في العمل تحت العلامة التجارية الجديدة لقناة بوميرانغ حتى 3 أكتوبر 2004 .
في 4 فبراير 2014، كجزء من مقدمات نظام ترنر للبث لعام 2014، أُعلن أن بوميرانغ ستصبح مدعومة بالإعلانات، وتسعى إلى توزيع دولي إضافي. [3] [4]
في أكتوبر 2014، كشفت كرتون نتورك عن تغيير العلامة التجارية العالمية لـ بوميرانغ، والذي تم إطلاقه لأول مرة في أمريكا اللاتينية في أواخر سبتمبر، ووصل إلى الولايات المتحدة في 19 يناير 2015. إلى جانب الخطة المعلنة مسبقًا لتقديم الإعلانات، خططت الشبكة لتقديم البرمجة الأصلية لأول مرة، مع التركيز بشكل خاص على الامتيازات الأكثر شهرة في الأرشيف من خلال نهج مناسب للعائلة بشكل واضح. وصف المسؤولون التنفيذيون في تيرنر التغييرات بأنها محاولة لتطوير بوميرانغ إلى «الرائد الثاني» على قدم المساواة مع قناة كرتون نتورك الرئيسية. [5] [6] [7]
في عام 2017، تم إطلاق خدمة فيديو عند الطلب بوميرانغ عبر الإنترنت. [8] شهد مايو 2020 إطلاق إتش بي أو ماكس، وهي خدمة فيديو ترفيهي عامة عند الطلب من الشركة الأم لشركة بوميرانغ والتي تتضمن الكثير من برامج بوميرانغ.

## التوفر على اشتراك تلفزيوني
تبث بوميرانغ على عدد قليل من مزودي خدمة البث التلفزيوني المدفوع؛ يختلف ترتيب القنوات باختلاف الخدمة، حيث يقدمها بعض المشغلين إما على شكل شبكة أساسية أو شبكة ذات مستوى أعلى. لا يحمل معظم مقدمي الخدمة القناة الخطية، وبدلاً من ذلك يقدمون فيديو الشبكة عند الطلب المجمعة مع كرتون نتورك. في 4 مارس 2019، غيرت القناة نسبتها الافتراضية إلى 16: 9، مع تمدد بث محتوى 4: 3 وابتعاد خطأ الشاشة عن منطقة 4: 3، على غرار ما فعلته كرتون نتورك في مايو 2013.
اعتبارًا من يناير 2020، بدأت بوميرانغ البث بدقة عالية على منصات معينة، بما في ذلك هولو.